# Parque nacional del Stelvio
El parque nacional del Stelvio (en italiano, Parco nazionale dello Stelvio; en alemán, Nationalpark Stilfser Joch) es uno de los más antiguos parques naturales italianos. Nació con el fin de proteger la flora, la fauna y las bellezas del paisaje del grupo montañoso Ortles-Cevedale, y para promover el desarrollo de un turismo sostenible en los valles alpinos de Lombardía, el Trentino y el Alto Adigio.
Se extiende sobre el territorio de 24 municipios y de 4 provincias y está en contacto directo al norte con el parque nacional suizo, al sur con el parque natural provincial del Adamello-Brenta y con el Parque regional del Adamello: todos estos parques, juntos, constituyen una vastísima área en el corazón de los Alpes que alcanza casi las 400 000 ha.

## Flora y fauna

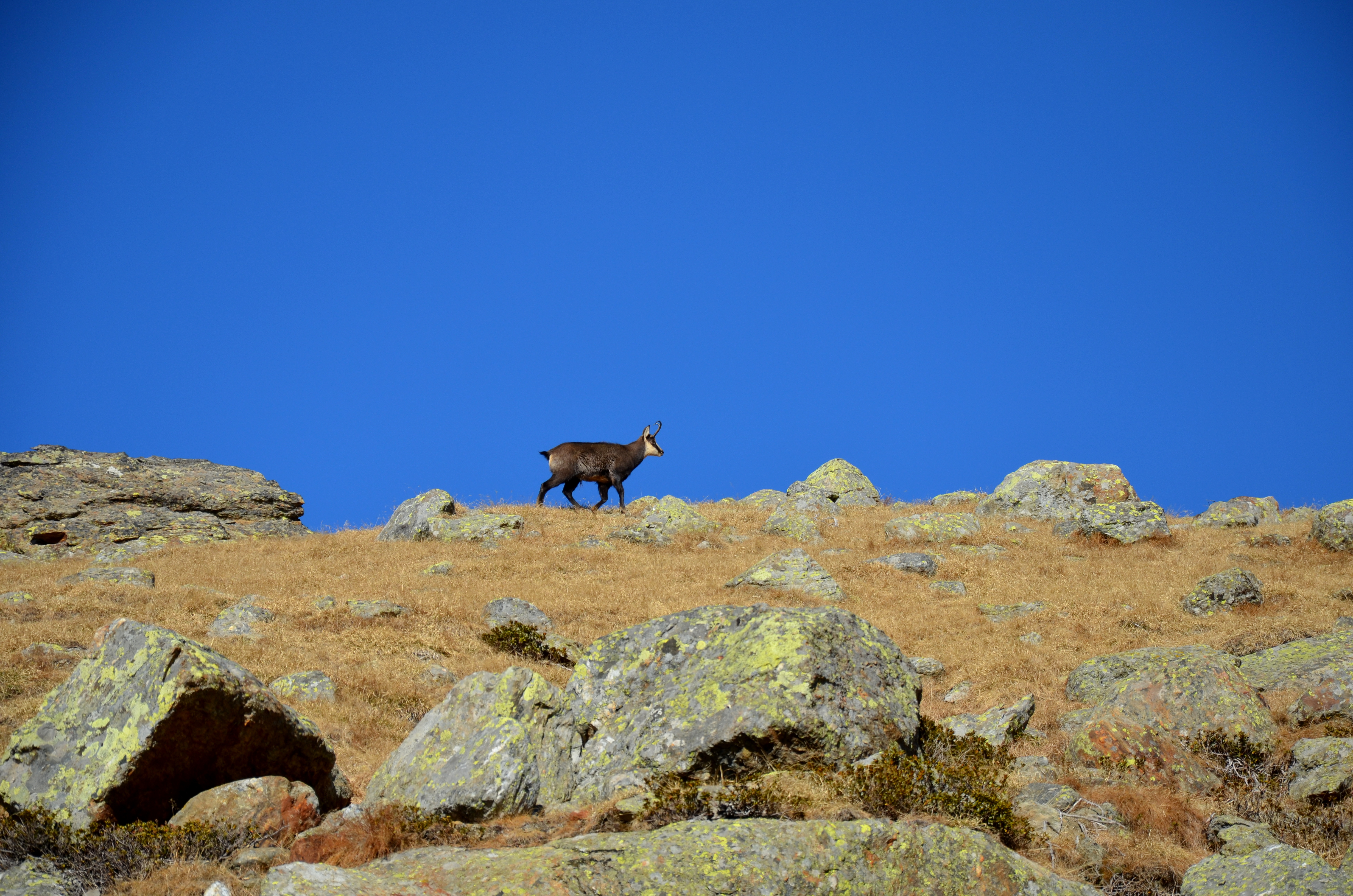
Rebeco de los Alpes

Entre las distintas especies arbóreas del parque, destacan pícea común, abeto blanco, alerce europeo, pino cembro, mientras que en la franja superior domina el pinus mugo.
Entre la fauna, puede mencionarse el ciervo, el rebeco de los Alpes (Rupicapra rupicapra), el  íbice (Capra ibex), la marmota alpina, el corzo, el zorro, l'ardilla roja.
En lo referente a la avifauna, se encuentran especies como el urogallo, el gallo lira, el grévol común, la perdiz nival, la perdiz griega, el busardo ratonero, el gavilán común, l'águila real. 

El quebrantahuesos (Gypaetus barbatus) ha sido reintroducido en 2000.